# Matej Jonjić
Matej Jonjić (Spalato, 29 gennaio 1991) è un calciatore croato, difensore del Tochigi City.

## Caratteristiche tecniche
Terzino sinistro, può giocare anche come difensore centrale.

## Carriera
Ha giocato nella prima divisione croata, in quella sudcoreana, in quella giapponese ed in quella cinese.

## Palmarès

### Club

#### Competizioni nazionali
- Coppa di Croazia: 1

Hajduk Spalato: 2012-2013
- Coppa dell'Imperatore: 1

Cerezo Osaka: 2017
- Coppa J. League: 1

Cerezo Osaka: 2017
- Supercoppa del Giappone: 1

Cerezo Osaka: 2018